# Енькова Рудня
Енькова Рудня (укр. Єнькова Рудня) — село в Сновском районе Черниговской области Украины. Население 173 человека. Занимает площадь 0,093 км². Расположено на реке Бречь.
Код КОАТУУ: 7425886507. Почтовый индекс: 15204. Телефонный код: +380 4654.

## История
По данным на 1986 год было северо-западной частью села Сновское. Решением Черниговского областного совета от 27.11.1990 года возобновили село Енькова Рудня, которое было ранее объединено с селом Сновское.

## Власть
Орган местного самоуправления — Сновский сельский совет. Почтовый адрес: 15204, Черниговская обл., Сновский р-н, с. Сновское, ул. 30-летия Победы, 6.